# Grand Prismatic Spring

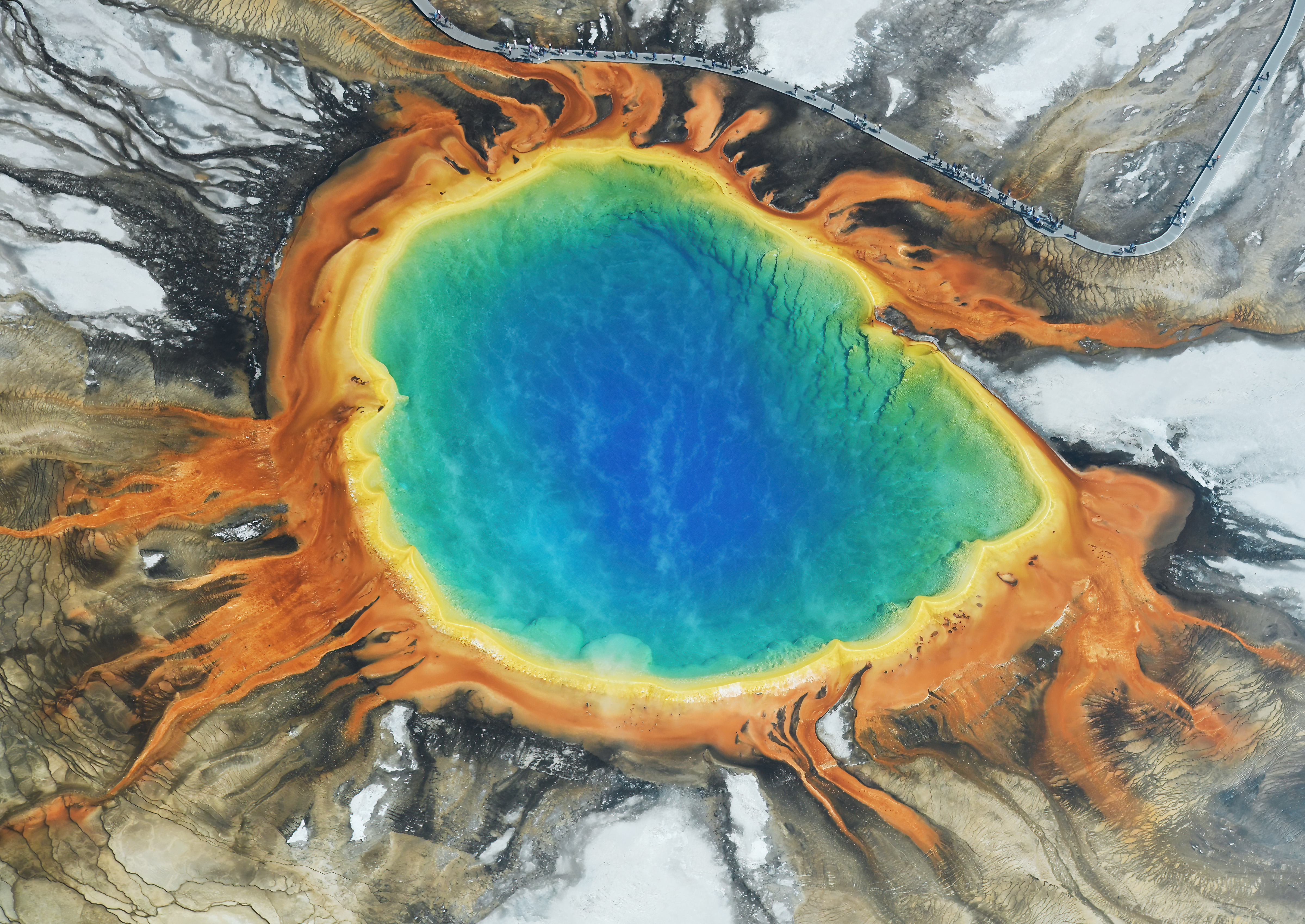
Luftaufnahme der Grand Prismatic Spring

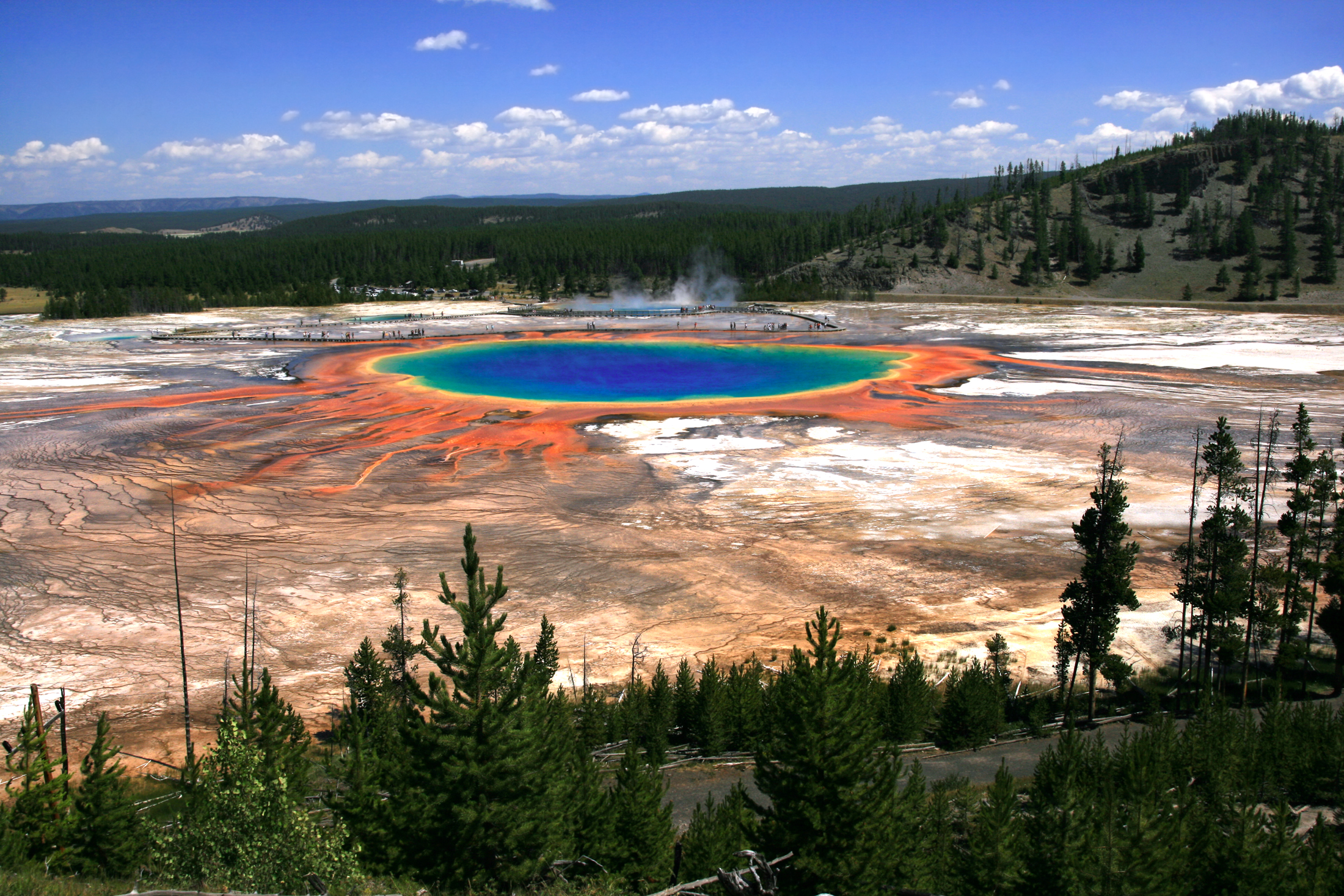
Grand Prismatic Spring

Grand Prismatic Spring ist der Name der größten Thermalquelle der USA und der drittgrößten der Erde. Sie befindet sich im Midway Geyser Basin im westlichen Yellowstone-Nationalpark im US-Bundesstaat Wyoming.

## Allgemein
Das Becken ist etwa 75 × 91 m groß und ungefähr 49 m tief. Es strömen pro Minute durchschnittlich 2000 Liter 71 °C heißes Wasser aus der Quelle.
Die Farben stammen von einzelligen Mikroorganismen (Bakterien und Archaeen) im Biofilm an den Randbereichen der mineralienreichen Thermalquelle. Sie bewegen sich zwischen grün und rot und hängen von dem Gehalt an Chlorophyll und Carotinoiden der jeweiligen an die Wassertemperatur angepassten Mikroorganismen ab. Im Sommer tendiert der Biofilm zu orange und rot, wohingegen im Winter eher dunkelgrün vorherrscht.
Das Wasser im Zentrum der Quelle ist wegen der dort herrschenden Temperaturen frei von Mikroorganismen. Die tiefblaue Färbung des im Verhältnis kleinen Wasserkörpers rührt von der Wassertiefe und der hohen Wasserreinheit in der Quellenmitte her.

## Geschichte
Die ersten Aufzeichnungen zu dieser Quelle stammen von frühen europäischen Entdeckern und Landvermessern.
Im Jahr 1839 überquerte eine Gruppe Trapper der American Fur Company das Midway Geyser Basin und verfasste eine Notiz über einen „kochenden See von 300 Fuß“, was etwa 91 m entspricht und somit auf den Grand Prismatic Spring zutreffen könnte.
1870 besuchte die Washburn-Langford-Doane-Expedition die Quelle und berichtete zusätzlich von einem nahen Geysir (heute Excelsior Geyser), der „50 Fuß maß“ (etwa 15 m).